# CCM Magazine
In den späten 1970er-Jahren begann der Publizist John Styll eine Zeitschrift unter dem Namen Contemporary Christian Music Magazine, kurz CCM Magazine, herauszugeben. Dieses Magazin ist die bis heute wichtigste Publikation rund um zeitgenössische christliche Musik in USA.
Durch die Bewegung der Jesus People war deren Musik, die sogenannte „Jesus Music“, sehr populär geworden und brachte eine eigene Industrie hervor, die kontinuierlich Zuwächse verzeichnete. Stilistisch deckte die Zeitschrift ein breites Spektrum ab, ausgehend von traditioneller Gospelmusik, über die neu entstandene fromme Folk- und Popmusik bis hin zu Rockmusik und allen weiteren Ausprägungen in den späteren Jahren. Christliche Künstler, die zur Anfangszeit die Berichterstattung dominierten, waren Larry Norman, Love Song und Randy Stonehill und außerdem Künstler mit teilweise christlichen Botschaften wie Bob Dylan, Al Green oder T-Bone Burnett. Heute spiegelt das Magazin aktuelle Entwicklungen in dieser CCM-Szene wider, berichtet über Künstler, Neuerscheinungen und theologische Auseinandersetzungen im Spannungsfeld Kirche und Musik.
Eine dem CCM Magazine vergleichbare Publikation gibt es auch in Großbritannien, das Cross Rhythms Magazine. In Deutschland gab es in den 1970er- und 1980er-Jahren die Zeitschriften Cogo und IXX, die sich der christlichen Musikszene widmeten. Als deren Nachfolgepublikation erscheint bis heute eXact!.